# Günter Dreyer
Günter Dreyer (1943) és un egiptòleg  alemany.

## Formació
Dreyer va estudiar egiptologia, assiriologia i arqueologia bíblica a la Universitat d'Hamburg des de 1969 fins a 1971, i les dues primeres disciplines més la d'arqueologia de l'Antic Pròxim Orient a la Universitat Lliure de Berlín des de 1971 fins a 1978.
Durant la seva etapa d'estudiant, va participar en les excavacions del Tell Kāmid el-Loz (Líban), en les del Temple de Seti I a Abidos, en les de Sheikh Abd al-Gurnah i en les d'Elefantina.
El 1978 va obtenir el doctorat amb la tesi Tempelweihgaben der Frühzeit und des Alten Reiches (Ofrenes votives en els temples del Període Arcaic i del Regne Antic).

## Trajectòria professional
Des de 1978 fins a 1987, va ser conferenciant de la seu del Caire de l'Institut Arqueològic Alemany. Va continuar amb les excavacions d'Elefantina i va participar en les de Wadi Al Garawi i en les d'Abidos.
El 1987 va obtenir una beca postdoctoral de la  Fundació Alemanya d'Investigació, i va impartir classes a la Universitat Lliure de Berlín.
A l'octubre de 1989, va ser nomenat sotsdirector de la seu del Caire de l'Institut Arqueològic Alemany. A partir de llavors seria responsable del servei de publicacions de l'institut i de les excavacions d'Abidos.
El 1997 es va publicar la seva tesi d'habilitació: Das prädynastische Königsgrab Uj in Abydos und seine frühen Schriftzeugnisse (La tomba predinàstica U-j d'Abidos i els més antics entre els testimonis escrits sobre ella). En aquest mateix any, va assumir la direcció de les excavacions d'Elefantina.
El novembre de 1998, va ser nomenat director de la seu cairota de l'institut, càrrec que exerciria fins a la seva jubilació el 2008.
Continuaria amb els treballs d'Abidos, i començaria a dirigir les excavacions de la Necròpolis de Guiza, que es durien a terme el 2002 i el 2003. També a partir de 2002, dirigiria les de les tombes reials de la II Dinastia a Saqqara.
Al sud d'Egipte, Dreyer va trobar albarans de lli i d'oli que han estat datats mitjançant l'estudi del carboni entre els anys 3300 i 3200 aC, són, doncs, anteriors al període arcaic. Les inscripcions en petites etiquetes d'ivori trobades per Dreyer posen en dubte que l'escriptura sorgís a Mesopotàmia entre els sumeris cap al 3000 aC.
El 2008, Dreyer es va jubilar, i va ser substituït per Stephan Seidlmayer el 2009. Tanmateix, Dreyer continuaria amb les excavacions i amb les investigacions.

## Algunes obres publicades a més de les ja esmentades

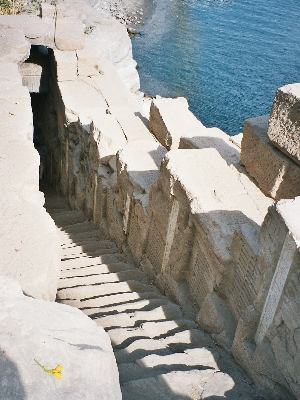

- 1986: Der Tempel der Satet ( El Temple de Satet). 1: Die Fon der Frühzeit und des Alten Reiches ( Les troballes corresponents al Període Arcaic i al Regne Antic).

- 2007 (edició amb Daniel Polz): Begegnung mit der Vergangenheit. 100 Jahre in Ägypten ( Trobada amb el passat: 100 anys a Egipte). Institut Arqueològic Alemany. El Caire.